# Pallacanestro Treviso 1991-1992
Roster Benetton Pallacanestro Treviso 1991/92
| Num. | Naz.                   | Nome             |
| ---- | ---------------------- | ---------------- |
| 4    | Italia (bandiera)      | Marco Mian       |
| 5    | Italia (bandiera)      | Christian Mayer  |
| 6    | Italia (bandiera)      | Massimo Iacopini |
| 7    | Jugoslavia (bandiera)  | Toni Kukoč       |
| 8    | Italia (bandiera)      | Davide Piccoli   |
| 9    | Italia (bandiera)      | Jeffrey Colladon |
| 10   | Italia (bandiera)      | Nino Pellacani   |
| 11   | Italia (bandiera)      | Pietro Generali  |
| 12   | Italia (bandiera)      | Alberto Vianini  |
| 13   | Italia (bandiera)      | Fabio Morrone    |
| 14   | Stati Uniti (bandiera) | Vinny Del Negro  |
| 15   | Italia (bandiera)      | Stefano Rusconi  |

Allenatore: Petar Skansi